# مشهدی‌لر، تووز (۱)
مشهدی‌لر (به ترکی آذربایجانی: Məşədilər) یک منطقه مسکونی در جمهوری آذربایجان است که در شهرستان تووز واقع شده است.